# NGC 1623
NGC 1623 是南天波江座的一個星系（透鏡狀星系）。它在哈伯序列中屬於SB0/a。据估计，它距离银河系有4.47亿光年，直径约为105,000Lj。該天體於1885年12月31日由奥蒙德·斯通发现。